# イミド

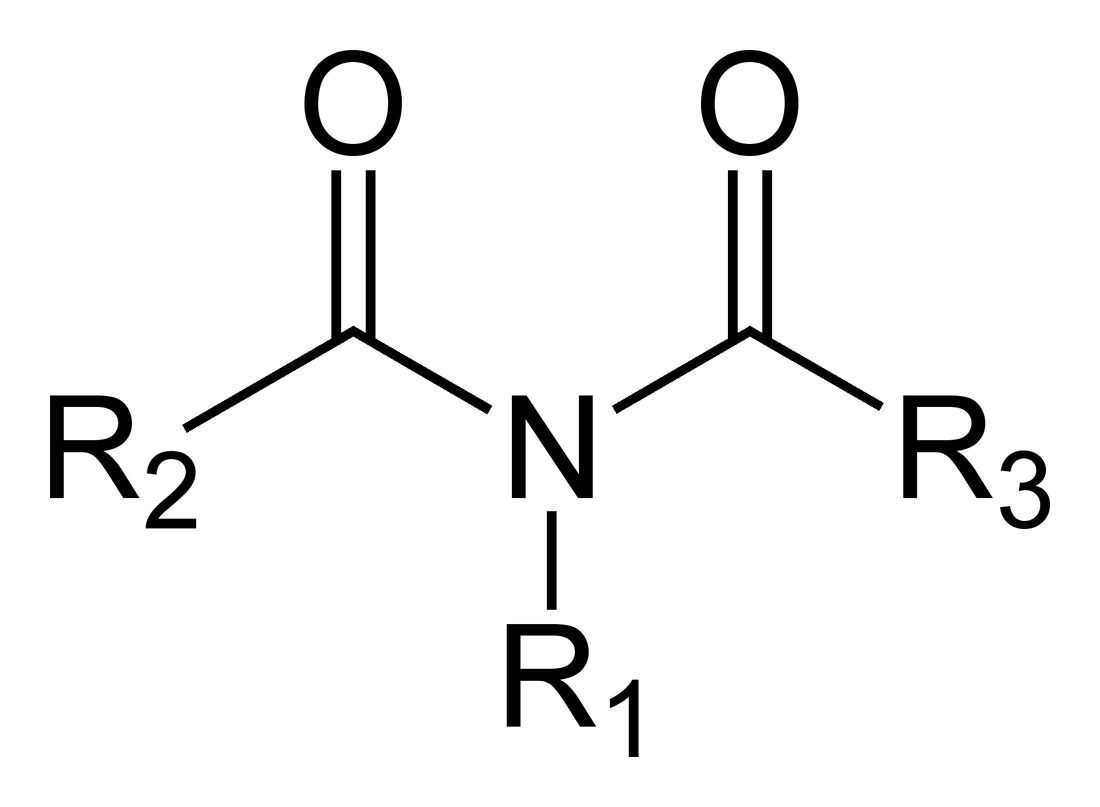
イミドの一般構造

イミド (imide) は、1級アミンまたはアンモニアにカルボニル基が2つ結合した構造である。イミドは一般にアンモニアまたは1級アミンと酸ハロゲン化物または酸無水物から作られる。

## 用途
化学工業では、多くのイミドはモノマーとしてポリアミドの製造に使われている。最もよく使われているイミドは適度な分子量を持った芳香族ジカルボン酸を基にしている。
他の重要なイミドにフタルイミドがある。これはフタル酸の複素環イミドで、フタロシアニンを作る際の中間体である。いくつかのフタルイミドはルミネセンスの性質を持っている。
RNAのウラシル塩基やDNAのチミン塩基に存在するイミド構造は、DNA の二重らせんの中でアデニン塩基とワトソン-クリック型水素結合を構成している。